# Manganrockbridgeïta
La manganrockbridgeïta és un mineral de la classe dels fosfats que pertany al grup de la rockbridgeïta.

## Característiques
La manganrockbridgeïta és un fosfat de fórmula química Mn²⁺₂Fe³⁺₃(PO₄)₃(OH)₄(H₂O). Va ser aprovada com a espècie vàlida per l'Associació Mineralògica Internacional l'any 2023, sent publicada en el mes d'abril del mateix any. Cristal·litza en el sistema monoclínic.
L'exemplar que va servir per a determinar l'espècie, el que es coneix com a material tipus, es troba conservat a les col·leccions de la Col·lecció Mineralògica Estatal de Múnic (Alemanya), amb el número de catàleg: msm-38033.

## Formació i jaciments
Va ser descoberta a la pegmatita Hagendorf South, situada a Waidhaus, dins el districte de Neustadt an der Waldnaab de l'Alt Palatinat (Baviera, Alemanya). Aquest indret és l'únic a tot el planeta on ha estat descrita aquesta espècie mineral.